# ヒラメキインターナショナル
ヒラメキインターナショナル（Hirameki International Group Inc.）は、アメリカ合衆国・カリフォルニア州に所在する日本製のアニメーションやコンピュータゲームのローカライズ及び販売を行っていたサイバーガジェットの関連企業。
「飛べ!イサミ」の北米版DVDや、PC用ビジュアルノベルゲーム「AnimePlay PC」、DVDプレイヤーズゲーム「AnimePlay DVD」などを発売していたが、2008年1月2日にこれらの事業から撤退した。

## 発売されたソフト

### AnimePlay PC
- 藍より青し
- Ever17 -the out of infinity-
- アニマムンディ 終わり無き闇の舞踏
- 用心棒
- ピースオブワンダー

### AnimePlay DVD
- イシカとホノリ
- 夏色の砂時計
- 魔女のお茶会
- ゆ・う・え・ん・ち
- 恋ようび
- Phantom -PHANTOM OF INFERNO-
- エクソダスギルティー・バージナル
- ドラゴニア